# Timpul
Timpul – mołdawski magazyn kulturalny. Ukazuje się raz na tydzień, również na terenie Rumunii.